# 카미난데스

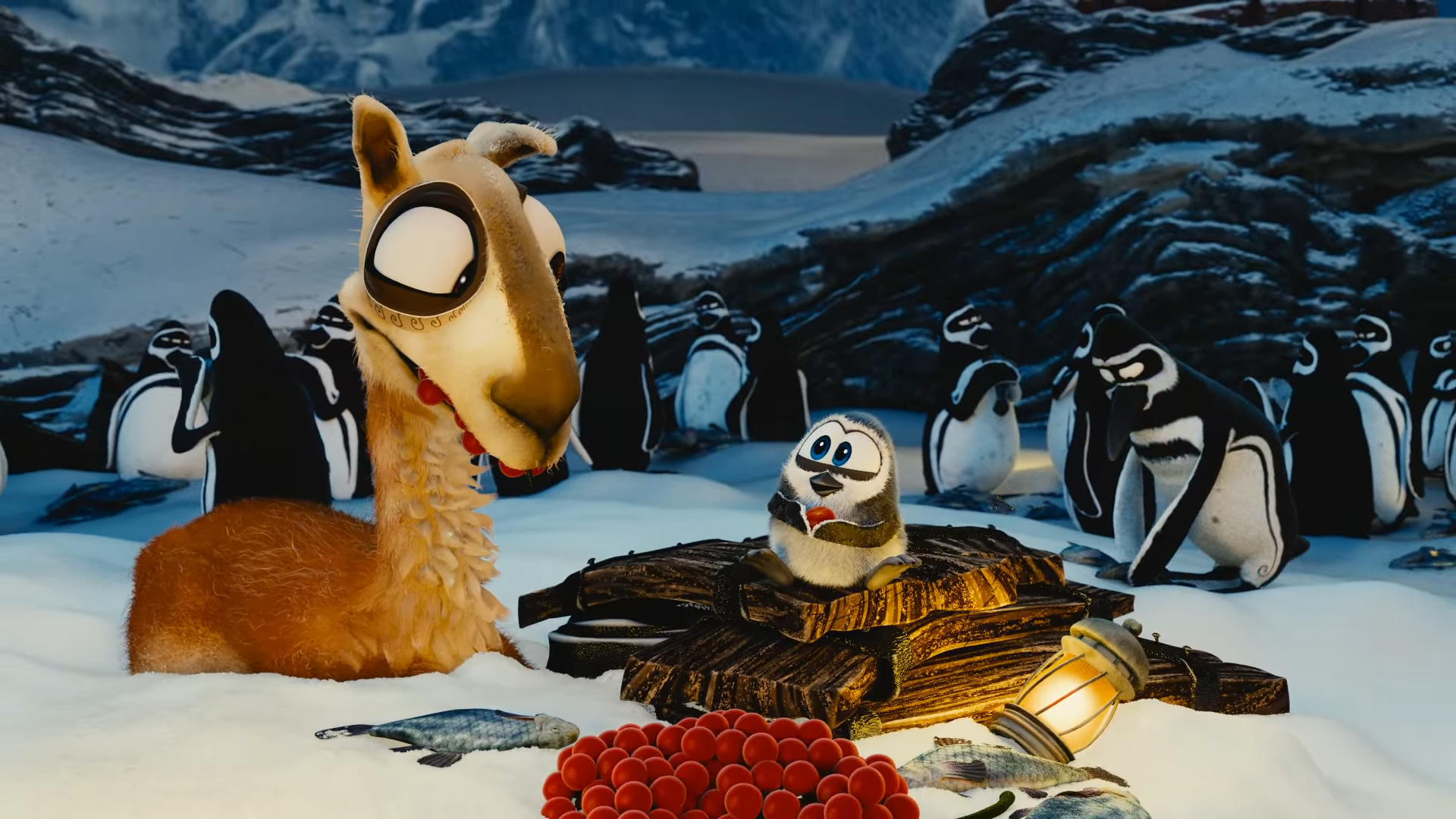
라미고스의 코로(Koro)와 오티(Oti)

《카미난데스》(Caminandes)는 Pablo Vazquez가 제작하고 블렌더 재단이 생산, 개봉한 컴퓨터 애니메이션 단편 독립 영화 시리즈이다.

## 용어
"카미난데스"라는 용어는 스페인어 낱말의 혼성어이며, "걷다"를 뜻하는 "caminar"와 세계에서 가장 긴 대륙 산맥인 안데스산맥을 뜻하는 Andes가 결합된 것이다. 에피소드들의 부제 또한 다양한 스페인어 낱말의 혼성어이기도 하다.

## 줄거리
이 영화는 파타고니아의 라마 코로(Koro)와 그의 다양한 장애물 극복 시도를 중심으로 하고 있다.
《카미난데스 1： 라마 드라마》(Caminandes 1: Llama Drama, 2013년)
코로는 황량한 길 위를 가로지르는데 어려움을 겪는다.
《카미난데스 2： 그란 딜레마》(Caminandes 2: Gran Dillama, 2013)
코로는 울타리의 다른 쪽에 있는 음식을 사냥한다.
《카미난데스 3： 라미고스》(Caminandes 3: Llamigos, 2016년)
코로는 마젤란펭귄 오티를 만난다.

## 수상
Jan Morgenstern은 그란 딜레마 작품에 대해 스페인 코르도바의 국제영화음악제에서 애니메이션 단편 영화 최고 평점(Best Score for an Animated Short Film) 부문에서 2014년 제리 골드스미스 상을 수상했다.

## 제작

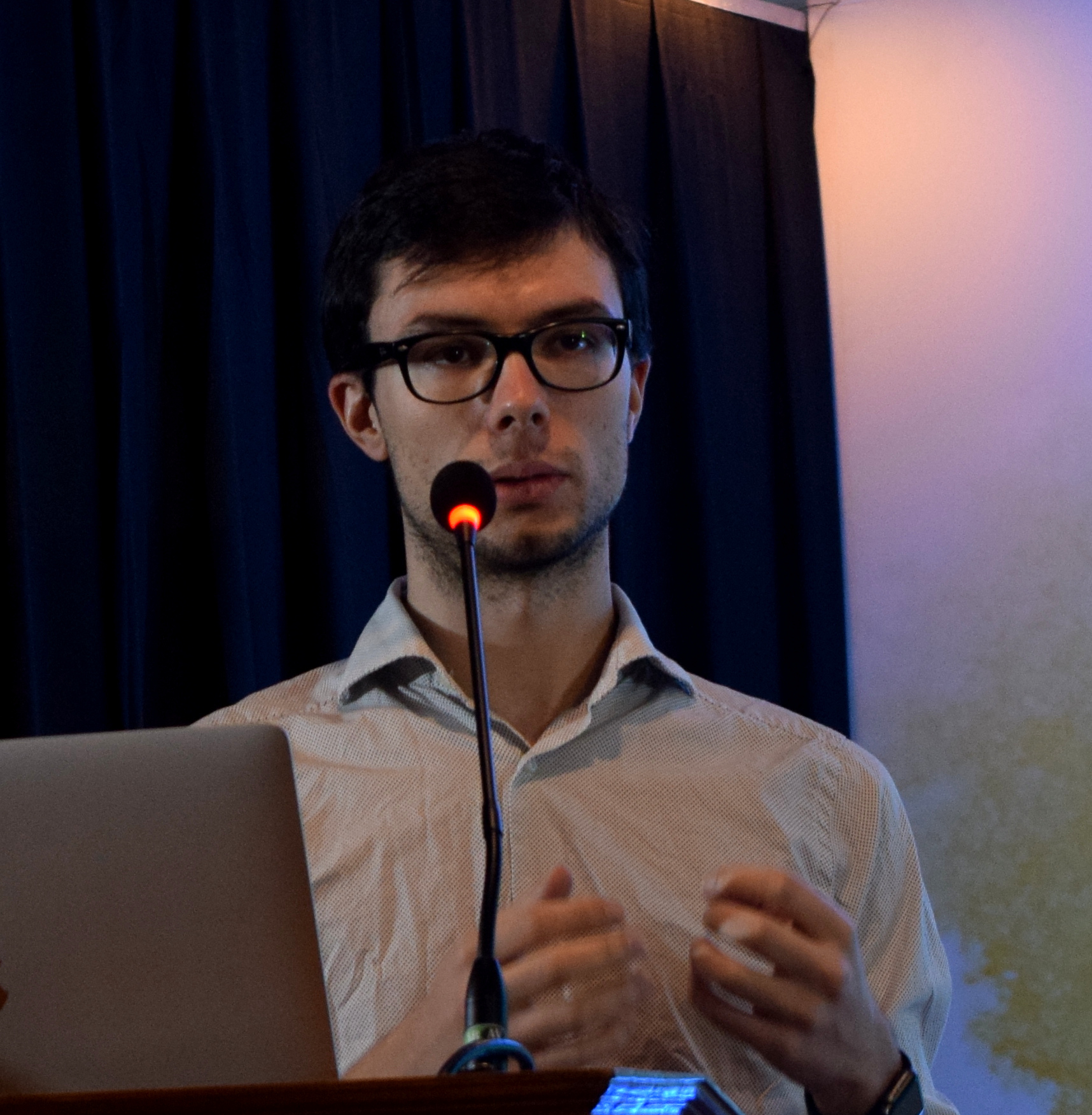
2017년 인도의 Francesco Siddi. 카미난데스의 제작자 중 한 명.

척 존스의 만화에 영향을 받은 이 영화들은 다음과 같은 자유-오픈 소스 소프트웨어를 사용하여 제작되었다
- 블렌더: 전문가용 자유-오픈 소스 3차원 컴퓨터 그래픽스 소프트웨어
- 김프: 자유-오픈 소스 래스터 그래픽스 편집기
- 크리타: 자유-오픈 소스 래스터 그래픽스 편집기 (Qt 5 및 KDE 프레임워크 5 기반)
- 리눅스: 자유-오픈 소스 소프트웨어 개발 및 배포 모델 하에 개발된 유닉스 계열 컴퓨터 운영 체제

첫 영화 작품은 Pablo Vazquez, Beorn Leonard, Francesco Siddi가 제작하였으며 사운드 트랙은 Jan Morgenstern이 맡았다. Hjalti Hjalmarsson, Andy Goralczyk, Sergey Sharybin은 두 번째 영화의 개발팀에 참여했다.

## 갤러리
- 카미난데스 1: 라마 드라마 (2013)
- 카미난데스 2: 그란 딜레마 (2013)
- 카미난데스 3: 라미고스 (2016)